# 1695 Walbeck
Az 1695 Walbeck (ideiglenes jelöléssel 1941 UO) a Naprendszer kisbolygóövében található aszteroida. Liisi Oterma fedezte fel 1941. október 15-én, Turkuban.